# ヴィルヤム・ビーアント
ピーダ・ヴィルヤム・ビーアント（Peter William Behrend 1861年 - 1940年4月23日）は、デンマークの音楽関連の著作家。

## 生涯
ビーアントは1905年から1923年にかけてkøbenhavnske Værgeraadの長を務めた。主な業績は音楽家の伝記と音楽芸術に関する文筆活動である。
批評家並びにコラムニストとしてTilskuerenやIllustreret Tidende、Politikenなど多数の新聞、雑誌で活躍。その後はBerlingske Tidendeの音楽評論家を務め、1917年以降はデンマーク音楽アカデミーに図書館司書として勤務した。

## 著書
著書にヨハン・ペーター・エミリウス・ハートマンの伝記が2種類（1895年と1919年）、ニルス・ゲーゼの伝記が1種類（1917年）、ベートーヴェンのピアノソナタ（Beethovens Klaversonater 1923年）、音楽史家のホテンセ・ペーノムとの共著による『Illutreret Musikhistorie』（2巻、1905年）、『 Illustreret Musikleksikon』（1923年-1926年）がある。